# DN7 (Roemenië)
De DN7 of Drum Național 7 (Nationale weg 7) is een nationale weg in Roemenië.
De weg verbindt Boekarest via het Banaat met de steden Belgrado en Boedapest. Deze weg wordt vooral gebruikt door vrachtwagens. Voorbij Râmnicu Vâlcea loopt de weg over de Zevenburgse Alpen, parallel aan de rivier de Olt. Na meer dan 100 km verlaat de weg bij Tălmaciu het Oltdal en kruist hij de weg DN7C, die ook wel de Transfăgărășan genoemd wordt.
Het eerste gedeelte van de DN7, tussen Boekarest en Pitești, loopt parallel met de A1.

## Europese wegen
De volgende Europese wegen lopen met de DN7 mee:
- Pitești - Sebeș
- in Pitești
- Tălmaciu - Hongarije
- Simeria - Șoimuș